# Karl-Heinz Kamp
Karl-Heinz Kamp (Bingen am Rhein, 26 settembre 1946) è un allenatore di calcio ed ex calciatore tedesco, di ruolo centrocampista.